# Deutschösterreichischer Klub
Der Deutschösterreichische Klub war eine deutschfreiheitliche, aus der Vereinigten Linken hervorgegangene Fraktion im österreichischen Abgeordnetenhaus. Sie bestand von 1885 bis 1888.

## Hintergrund
Im September 1885 trennte sich ein Teil der Abgeordneten von der Vereinigten Linken und begründete den Deutschen Klub, um im Interesse des Deutschtums eine „schärfere Tonart“ gegen die Regierung zu vertreten. Die verbliebene knappe Mehrheit der Fraktion der Vereinigten Linken, die stärker liberal als nationalgesinnt war, bildete nunmehr den Deutschösterreichischen Klub.
Den Kern des Deutschösterreichischen Klubs bildeten die Verfassungstreuen sowie Vertreter der Reichshauptstadt Wien und der deutschen „Diaspora“ in Mähren, Ostschlesien und der Bukowina. Der Klub hatte eine kollektive Führung, der Vorsitz rotierte zwischen den Vorstandsmitgliedern Eduard Herbst, Josef Kopp, Julius Magg, Ernst von Plener, Max von Scharschmid, Eduard Sturm und Constantin Tomaszczuk. Ein weiterer prominenter Vertreter war der ehemalige Handelsminister und Vizepräsident des Abgeordnetenhauses (ab 1893 Präsident) Johann von Chlumecký.
Im November 1888 schlossen sich der Deutschösterreichische und der Deutsche Klub wieder zusammen, nachdem sich von letzterem 15 Abgeordnete als Deutschnationale Vereinigung abgespalten hatten. Die neue Partei, die im Parlament 112 Abgeordnete umfasste, nannte sich Vereinigte Deutsche Linke.